# П-032
П-032 — поршневой двухцилиндровый двухтактный двигатель малой мощности. Основное применение — для небольших беспилотных разведчиков.
Разработка двигателя была начата в 1984 г. по заданию ОКБ А.С. Яковлева для нового беспилотного аппарата (изделие «61»). Первые заводские стендовые испытания опытного образца прошли в феврале 1985 г. В январе 1988 г. двигатель прошёл государственные испытания. В 1989 г. двигатель запустили в серийное производство на заводе НПО «Труд» (Куйбышев). Всего изготовлено более 150 экз.

## Конструкция
Двухцилиндровый оппозитный двухтактный двигатель воздушного охлаждения. Является развитием двигателя П-020, но существенно отличался от него. Так как двигатель рассчитывался на небольшой ресурс, то так же как на П-020 были применены безгильзовые цилиндры из алюминиевого сплава. На поверхность зеркала цилиндра нанесено износостойкое напыляемое покрытие.
Газообмен реализован по петлевой схеме. Двигатель оборудован кривошипно-камерной системой и лепестковым обратным клапаном на входе в картер.
Смесеобразование происходит с помощью беспоплавкового карбюратора АК-32 с высотным корректором. Карбюратор общий для двух цилиндров, установлен на входе в картер.
Основной серийный двигатель был безредукторным, на дальнейших модификациях был предусмотрен редуктор и муфта разъединения.
Запуск осуществляется от наземного стартера. Высотность двигателя — до 3000 м. В качестве горючего используется смесь бензина АИ-93 и масла МС20 в пропорции 25:1.

## Модификации
- П-032 — основной серийный вариант. Мощность 32 л. с., вес 13,1 кг (по другим данным 12,5 кг), безредукторный. Удельный расход горючего 0,43кг/(л. с.·ч)
- П-032МР — форсированный редукторный вариант П-032. Мощность 38 л. с., принудительный обдув. Выпускался малой серией.
- П-032-71 — проект форсированного редукторного варианта, использовавший разработки по П-032МР. Имел муфту разъединения, позволяющую запускать двигатель при неподвижном тянущем винте. Разрабатывался в октябре—ноябре 1992 г. для беспилотного аппарата «Бекас» (изделие «71») Мощность 24/33 л. с., вес 25 кг.

## Применение
П-032 устанавливался на серийном беспилотном аппарате «Пчела-1Т», на опытных «Москит» и «Шмель-1». Вариант двигателя П-032-71 предполагалось использовать в проекте аппарата «Бекас»